# Popovo, Tržič
Popovo este o localitate din comuna Tržič, Slovenia, cu o populație de 27 de locuitori.